# Гостинг (покер)
Гостинг (англ. Ghosting) — вид шахрайства в онлайн-покері, який проявляється в тому, що під аккаунтом одного гравця грає інший, зазвичай кваліфікованіший. Явище гостингу найчастіше зустрічається за фінальними столами масштабних онлайн-турнірів, коли не впевнений у своїх силах гравець просить більш досвідченого гравця (свого гостера) дограти турнір за певний відсоток призових.

## Історія
Ще в далекому 2007 році нині відомий професіонал Сорел Міцці догравав турнір з гарантією $ 1 000 000 на Full Tilt за свого друга. Тоді вони виграли турнір, але замість грошей отримали бан з конфіскацією. Далі був ще один скандал, пов'язаний з Міцці і гостингом. У 2010 на форумі 2+2 було викладене листування, де, нібито, Міцці розповідав про програми віддаленого доступу, за допомогою яких є можливість підключатися до «своїх конячок» і грати замість них, не підставляючи при цьому свою IP-адресу під небезпеку.

## Способи гостингу
Існує два основних способи для втілення подібних махінацій:
1. Гравець обриває зв'язок з сервером покер-рума, імітуючи неполадки з інтернетом. Через декілька хвилин заходить гостер і продовжує гру. Це схоже на те, наче гравець просто пересів за інший комп'ютер з іншим провайдером і став догравати на ньому. IP-адреси гравця і гостера при цьому різні.
2. Другий вид зустрічається, коли гравець і гостер перебувають поруч, маючи при цьому спільну точку підключення до інтернету, і коли гостер отримує контроль над аккаунтом, IP-адреса не змінюється.

І перший, і другий спосіб гостингу практично неможливо відслідкувати. Тому це явище набуває все більшого поширення серед гравців у онлайн-покер. Через складність відслідковування неможливо точно сказати, який відсоток фіналістів великих турнірів є гостерами, однак багато хто називає цифру 30-40 %, а дехто навіть 50 %.